# Vicente Álvarez de la Viuda
Vicente Álvarez de la Viuda (Valladolid, 10 de octubre de 1963) es un novelista y escritor español.

## Biografía
Licenciado en Historia del Arte por la Universidad de Valladolid, además de diplomado en Teoría y Estética de la Cinematografía. Ha formado parte del jurado de múltiples concursos literarios y cinematográficos, como por ejemplo el Premio Ateneo de Novela Ciudad de Valladolid o la Sección de Tiempo de Historia de la Semana Internacional de Cine de Valladolid (SEMINCI). Fue uno de los tres escritores elegidos (junto a José Manuel de la Huerga y Carlos Fidalgo) para representar a Castilla y León en la Feria Internacional del libro de Guadalajara en el año 2011. También ha asistido y ha formado parte de distintos eventos literarios como las Ferias del Libro de Valladolid y Madrid, el Hay Festival de Segovia y, durante varios años, la Semana Negra de Gijón. Mantiene el blog El Faro de Aqualung, y desde 2003 es colaborador habitual de El Norte de Castilla habiendo escrito hasta la fecha más de 800 artículos y columnas en su mayoría reseñas y crítica literaria.

## Obra literaria
Por su trayectoria, premios y menciones está considerado uno de los escritores de mayor relevancia en la nueva narrativa española, siendo sus novelas negras reconocidas en distintos certámenes y jornadas relacionadas con el género. Ha sido premiado y finalista de relevantes certámenes literarios. Además de la obra que se detalla a continuación, ha escrito La aritmética de la belleza, prólogo a "Vida y muerte de Mamá Pura", de Juan Ramón Jiménez (Visor, 2008) y ha colaborado en distintos libros colectivos con textos como por ejemplo: «Cipresazul», Narraciones Breves (Difácil Editores, 1997), «Días de gloria», en 17 relatos  deportivos (Ediciones Fuente de la Fama, 2002), «Nuestros Premios  Cervantes, Francisco Umbral» (Universidad de Valladolid, Junta de Castilla y León, 2003), en Musas hermanas(Cátedra Miguel Delibes, 2009), en Los nuevos mapas (Cátedra Miguel Delibes, 2012) y en Valladolid sobre ruedas (Rombo-Ayto.Valladolid, 2018).
En el año 2015 publicó El Montecristo mutilado en Libros Bosco, bajo la plataforma Create Space de Amazon. Desde entonces ha publicado en Libros Bosco las siguientes obras: ¿Quién te ha enseñado a besar? (2016), Me acuerdo 2.0 (2016),  el pastiche holmesiano Sonata de Baker Street (2017), una nueva versión corregida de Arcimboldo Ballet (2018), Traducción infiel de El escarabajo de oro (2019) y El corazón a mordiscos (2020). En 2021 publicó por entregas (53 capítulos a razón de un capítulo por día) un folletín pulp ambientado en el Renacimiento italiano titulado La liga Borgia (laligaborgia.wordpress.com).
Además de todo ello, desde el año 2010 escribe bajo el seudónimo Jazz Negroponte y junto al escritor Ángel Vallecillo una serie de novelas de género negro escritas bajo las premisas del entretenimiento, la continuidad a modo de saga, la cultura pop y la tradición pulp. Hasta la fecha se han publicado seis novelas: Los 80 diablos, El murciélago y el infierno, La caída, Escalera al cielo, El origen y La Pasión según Negroponte. Las dos primeras aparecieron en un volumen en el año 2014 en Dlorean Ediciones; la tercera y la cuarta en 2015 también en Dlorean Ediciones; y las dos últimas en el año 2019 en la Editorial Difácil. También con Ángel Vallecillo, en esta ocasión bajo el seudónimo Jazz Bocanegra, publica Bala perdida (Menoscuarto, 2021).

### Novelas
- 1998 - Pequeño catálogo de piratas y soledades, 1998, Editorial Difácil.[2]
- 2000 - Boleros de Ámsterdam, 2000, Editorial Difácil.[3]
- 2000 - Arcimboldo Ballet, 2000, Editorial Tesitex.[4]
- 2002 - Génesis, 1.32, 2001, Editorial Nostrum.[5]
- 2003 - El mercenario del Dux, Editorial Destino.[6]
- 2005 - El secreto del pirata, Roca Editorial.[7]
- 2007 - El Necronomicón Nazi, Roca Editorial.[8]
- 2009 - El Tour de Francia y las magnolias del doctor Jeckyll, Ediciones La Discreta, Madrid.[9]
- 2010 - El asesino de Bécquer, 2010, Editorial Edebé.[10]
- 2015 - El Montecristo mutilado, Create Space-Amazon.[11]
- 2015 - Más allá hay dragones, Editorial Amarante.[12]
- 2020 - Todas las ruletas son rusas, Editorial Difácil, ISBN 978-84-92476-78-7.[13][14]

### Relatos
- 1989 - La noche imaginada, 1989[15]
- 1992 - Improvisación en fuga, 1991[16]

### Biografías
- 2012 - Jethro Tull y el faro de Aqualung, 2012[17]

### Antologías
- Cuentos pendientes, cuarenta y tres voces del cuento castellano y leonés del siglo XXI. Selección y prólogo de José Ignacio García García. Castilla Ediciones, 2021.[18]

## Premios
- Premio Tomás Salvador de Narrativa 1991, organizado por la Diputación de Palencia; con el libro de relatos Improvisación en fuga.
- Premio Manuel Díaz Luis 1991, Premio de Novela Ciudad de Monleón, con la novela “Arcimboldo Ballet”.
- Premio de Novela Castilla-La Mancha 2002, con la novela “Génesis 1.32”
- Premio Destino-Guión 2003, con la novela El mercenario del Dux.
- Ganador del Primer Certamen de Novela Corta Villa Colmenar Viejo 2009, con la novela El Tour de Francia y las magnolias del doctor Jeckyll.
- Premio Racimo a la Trayectoria Literaria (2019)